# Симеон Чюмандра
Симеон Чюмандра (на румънски: Simeon Ciumandra) е виден румънски, духовник, архимандрит.

## Биография
Симеон Чюмандра е роден във влашкото (арумънско) битолско село Маловище. Замонашва се на Света гора. Когато е на 17 години митрополит Генадие Петреску на път за Божи гроб минава през Света гора и го избира за едногодишна служба. По-късно Чюмандра е изпратен да оглави букурещкия скит „Дарвари“, метох на румънския атонски скит „Свети Йоан Предтеча“. В Букурещ Чюмандра става виден общественик. Развива и дейност в полза на арумънското движение. В 1959 година игумен Симеон и 12-те му монаси са насилствено изгонени от „Дарвари“ и изпратени в манастира „Черника“.